# Antrophyum simulans
Antrophyum simulans là một loài dương xỉ trong họ Pteridaceae. Loài này được Alderw. mô tả khoa học đầu tiên năm 1913.